# Nemotelus fasciventris
Nemotelus fasciventris är en tvåvingeart som beskrevs av Becker 1913. Nemotelus fasciventris ingår i släktet Nemotelus och familjen vapenflugor.
Artens utbredningsområde är Iran. Inga underarter finns listade i Catalogue of Life.